# Arben Dawitian

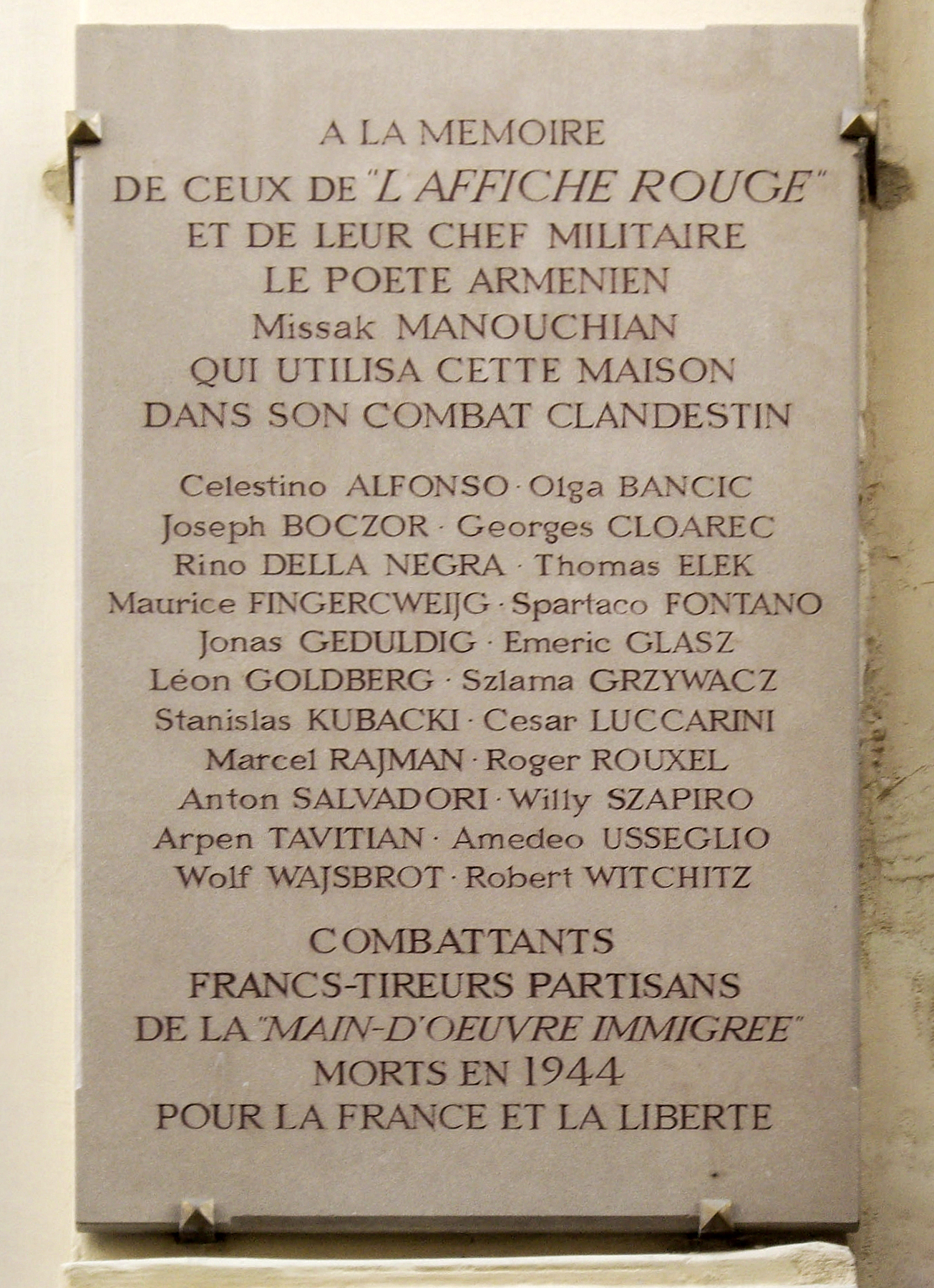
Französische Gedenktafel für Mitglieder der Gruppe Manouchian, darunter Arpen TAVITIAN.

Arben Abramowitsch Dawitijan, auch Dawtjan, genannt Tarow (* 1895 in Schuscha, Gouvernement Elizawetpol, Russisches Kaiserreich; † 21. Februar 1944 in Mont Valérien) war ein armenisch-russischer Revolutionär.
Dawitian schloss sich 1912 den Bolschewiki an. Im Russischen Bürgerkrieg war er  der Kommissar der Roten Armee im Kaukasus. In den 1920ern gehörte er zur Linken Opposition gegen den Stalinismus. 1927 wurde er aus der Partei ausgeschlossen und verbannt. 1931 verurteilte man ihn zu drei Jahren Haft. 1934 gelang ihm die Flucht nach Persien, wo er die internationale trotzkistische Bewegung über die Lage in der Sowjetunion informierte. Mit ihrer Hilfe konnte er nach Paris übersiedeln. Nach der Besetzung Frankreichs durch die Deutschen schloss er sich unter dem Namen Armenak Manoukian der Gruppe Manouchian der Résistance an. Er wurde im November 1943 verhaftet und 1944 von den deutschen Besatzern erschossen.